# Brandi Lyons
Brandi Lyons (Florida, 26 de marzo de 1979) es el nombre artístico de una actriz pornográfica estadounidense.

## Premios
- 2004 Premios XRCO nominada – Escena Grupal[2]
- 2004 Premios AVN Award – Vídeo de Escena de Mujeres (La violación de Jessica Darlin; con Jessica Darlin, Lana Moore, Hollie Stevens, Flick Shagwell, Ashley Blue y Crystal Ray, por JM Productions)[3]
- 2005 Premios AVN nominada – Mejor Escena de Sexo en Vídeo (ATM Machine 3)[4]

## Filmografía parcial
- Down The Hatch 5 (2000)
- Un-natural Sex 2 (2001)
- One In The Pink And One In The Stink 1 (2003)
- POV Pin-ups 3 (2004)
- Ass to Mouth 15 (2005)
- Blow Pop 1 (2006)
- Glory Hole (2007)